# Jørgen Henrik Lorck
Jørgen Henrik (egl. Heinrich) Lorck (født 9. januar 1810 i København, død 12. oktober 1895 sammesteds) var en dansk kirurg, bror til Carl Berendt Lorck.
Artium fik L. 1828 og var i den paafølgende Tid stærkt optagen af Studenterlivet, skrev Theaterkritikker i Bladene, spillede Komedie (endnu mange Aar efter var han den første Klint i Hostrups «Gjenboerne») og dyrkede Musik; nogle Sange, Klaverstykker og Danse af ham ere udkomne i Trykken. I 1836 var L. med at stifte «Musikforeningen». 2 Aar senere underkastede han sig medicinsk Embedsexamen, og 1840-41 deltog han som Underkirurg i Fregatten «Bellonas» Togt til Sydamerika. Som Bataillonskirurg var han med i Krigen 1848-50; 1853 ansattes han som Distriktslæge paa Fanø, 1868 i samme Egenskab i Bogense. Fra dette Embede tog han sin Afsked 1883 og levede siden i Hovedstaden, hvor han 1885 udgav nogle livlig skrevne Erindringer med 
Titelen «Femoghalvfjerdsindstyve Aar». 12. Okt. 1895 døde han i Kjøbenhavn. Han ægtede 1853 Ida Louise Zepelin, Datter af generalmajor Johan Detlev von Zepelin. 
Han blev Ridder af Dannebrog 1848 og Dannebrogsmand 1886.